# Podvorec
Podvorec (Podvoretz) é uma vila em Hrvatsko Zagorje, no condado de Breznica, Croácia. De acordo com os dados do Censo da Croácia de 2021, Podvorec tinha 141 habitantes.